# 판 둘세
판 둘세(스페인어: pan dulce)는 멕시코의 빵 또는 페이스트리이다. 판 데 둘세(pan de dulce), 판 가예타(pan galleta) 또는 판 데 아수카르(pan de azúcar) 등으로도 불린다. 유럽인이 이주해 정착하며 멕시코로 들어온 바게트, 롤빵 등 여러 가지 빵과 유럽식 페이스트리들이 베소(beso), 콘차(concha), 쿠에르노(cuerno) 등 여러 가지 판 둘세로 다시 태어나게 되었다. 판 둘세는 멕시코에서 가장 값이 싼 음식 가운데 하나이며, 주로 아침밥이나 밤참 등 메리엔다(merienda, 가벼운 식사)로 먹는다.

## 이름
스페인어 "판 둘세(pan dulce)"는 "단 빵"이라는 뜻이다. "판(pan)"은 "빵"을 뜻하며, "둘세(dulce)"는 "달콤한"이라는 뜻이다.

## 역사
밀은 누에바에스파냐로 들어온 첫 번째 외래 음식 가운데 하나이다. 스페인인의 주식이었으며 가톨릭교회에서 제병의 재료로 인정하는 유일한 곡물이었기 때문이다. 멕시코에서 메리엔다(merienda, 가벼운 식사)로 달콤한 페이스트리를 먹는 풍습은 16세기에 시작된 것으로 보인다. 누에바에스파냐의 총독이 빵을 초콜릿에 찍어 먹은 것이 그 시작이라 알려져 있는데, 이러한 습관이 재빠르게 전국으로 퍼졌고, 사람들은 단순한 흰빵보다 더 맛있는 것을 원하게 되었다. 19세기 초반에 멕시코 요리에 프랑스식 페이스트리가 큰 영향을 주기 시작하면서 멕시코 제빵사들이 페이스트리 기술을 활용해 여러 가지 판 둘세를 만들어 냈다, 19세기 말에서 20세기 초, 포르피리오 디아스 독재 시기에 더욱 다양한 판 둘세가 만들어졌으며, 현재 멕시코에는 500~2,000 종류의 판 둘세가 있다고 추정된다.

## 종류
- 마라니토(marranito), 코치니토(cochinito), 또는 푸에르키토(puerquito)는 "작은 돼지"라는 뜻으로, 필론시요로 단 맛을 내며 계피를 넣어 향을 낸 돼지 모양 페이스트리이다. 멕시코시티의 쿠아히말파 시장에서 길거리 음식으로 팔린다.
- 베소(beso)는 "입맞춤"이라는 뜻으로, 둥근 돔 모양으로 만들며 가운데는 잼이 들어 있다.
- 엠파나다(empanada)는 쿠바와 남아메리카에서 더 자주 먹는 페이스트리이지만, 멕시코에서도 찾아볼 수 있다. 주로 고기나 치즈, 채소 등이 소로 들어가는데, 호박이나 사과 등을 넣어 달콤하게 만들기도 한다.
- 오레하(oreja)는 "귀"라는 뜻으로, 달콤하고 바삭바삭한 귀 모양 페이스트리이다. 프랑스식 팔미에와 아주 비슷하다.
- 요요(yoyo)는 요요 모양 페이스트리이다. 줄은 달려 있지 않으며, 주로 라즈베리잼을 넣어 만든다.
- 콘차(concha)는 "조가비"라는 뜻으로, 겉에 조개 껍데기 모양 크러스트가 있다. 소보로빵이나 멜론빵, 보로바우 등과도 비슷하다. 칠레 등 다른 라틴 아메리카 지역에서는 판 데 우에보(pan de huevo, 달걀빵)로 불리기도 한다.
- 쿠에르노(cuerno)는 "뿔"이라는 뜻으로, 동물의 뿔 모양으로 만든 페이스트리이다. 프랑스식 크루아상과 자주 비교된다.
- 피에드라(piedra)는 "돌"이라는 뜻으로, 돌처럼 단단한 페이스트리이다. 뜨거운 음료와 함께 먹는 경우가 많다.

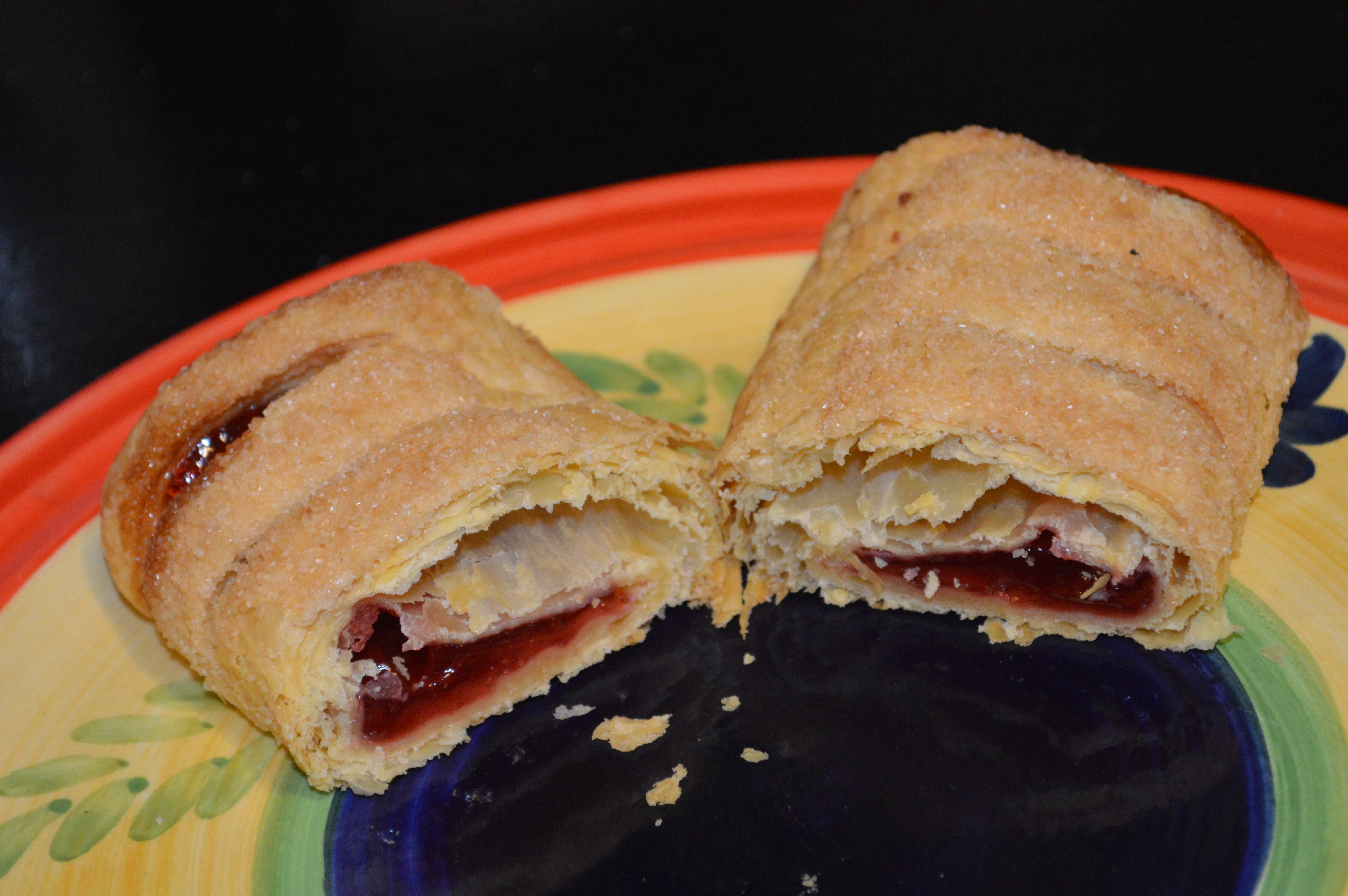
로요 데 프레사 (rollo de fresa, 딸기 로요)
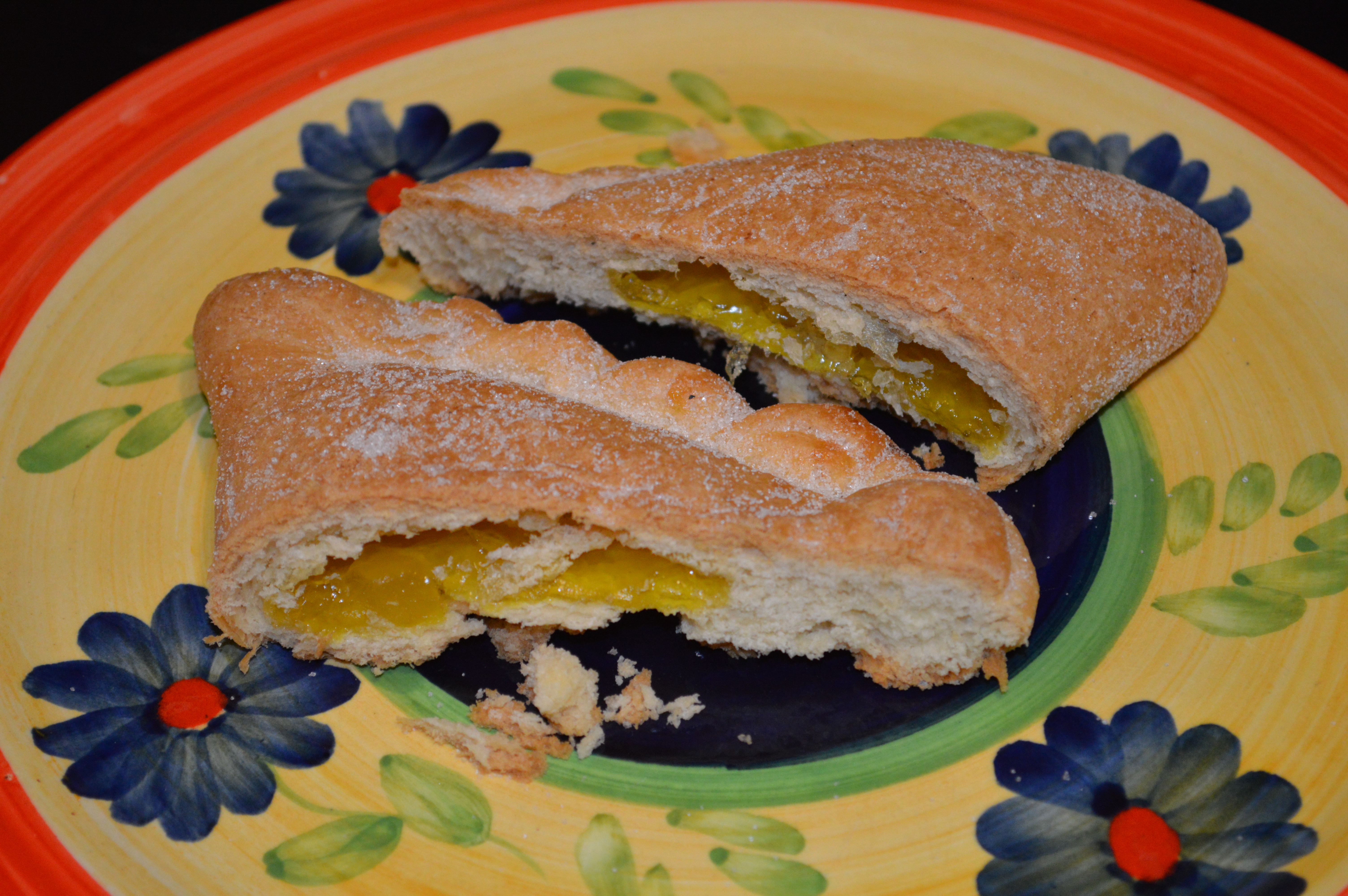
엠파나다 데 피냐 (empanada de piña, 파인애플 엠파나다)
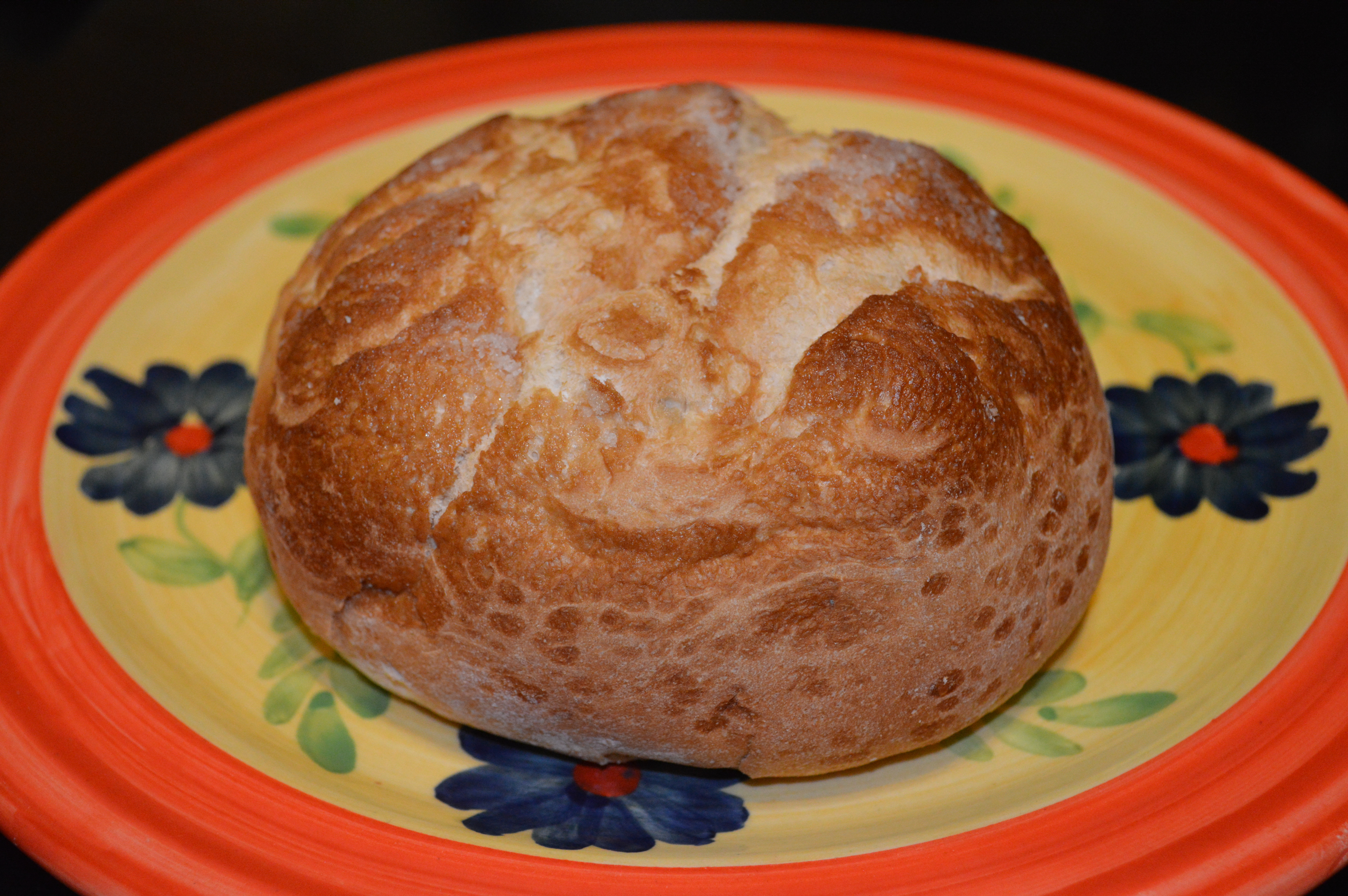
오호 데 판차 (ojo de pancha)
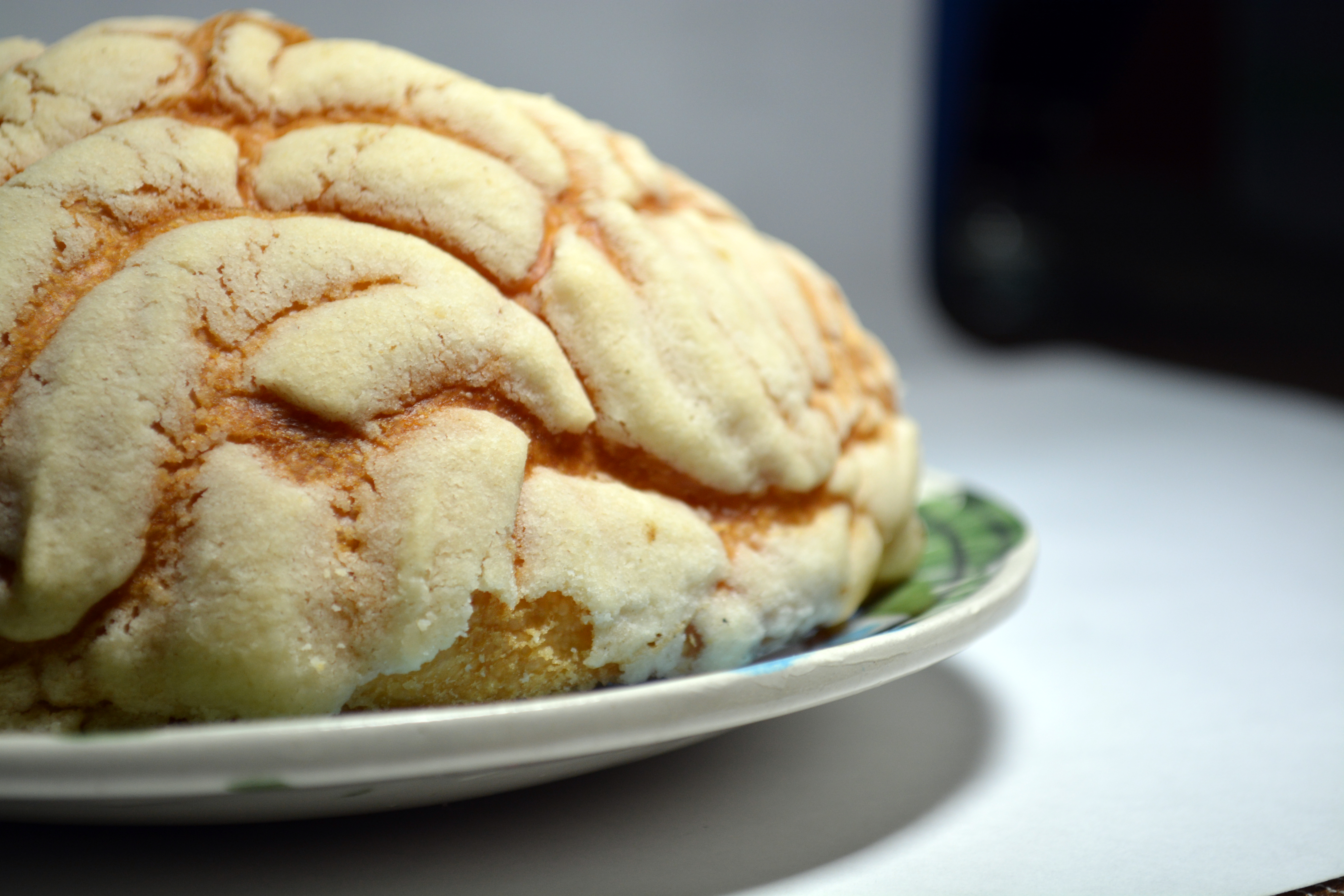
콘차 (concha)
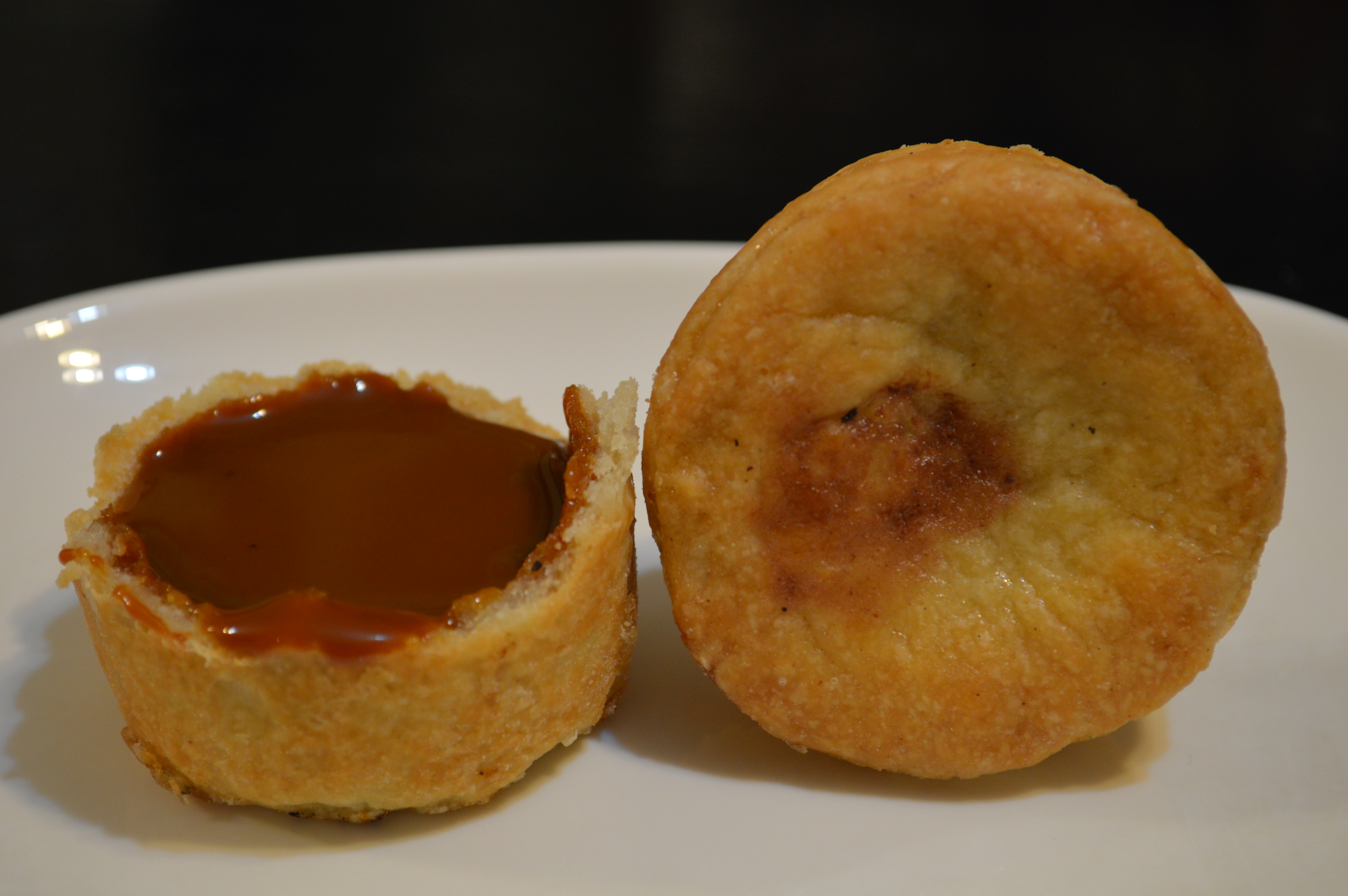
쿠빌레테 콘 카헤타 (cubilete con cajeta, 카헤타 쿠빌레테)
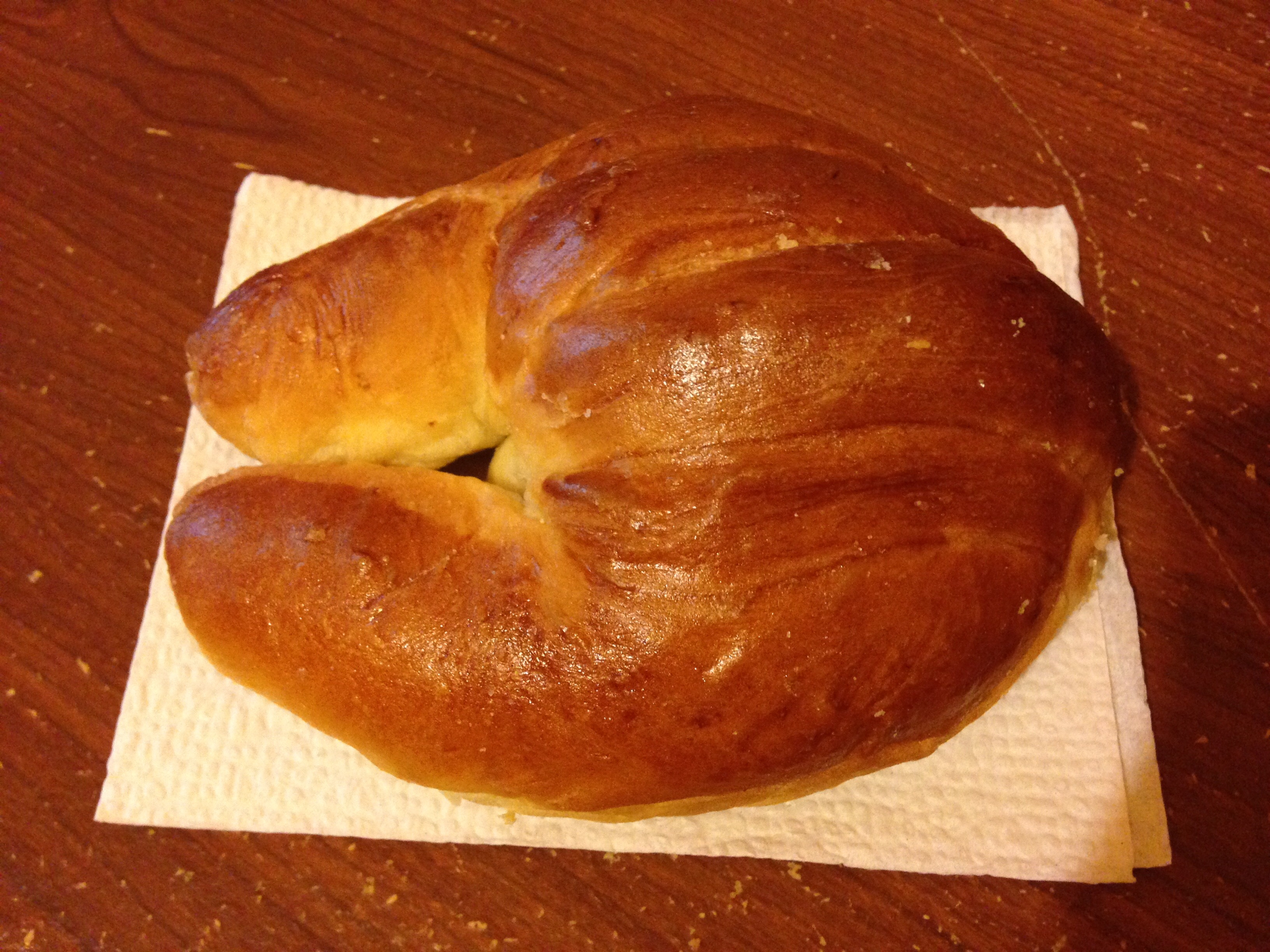
쿠에르니토 (cuernito)
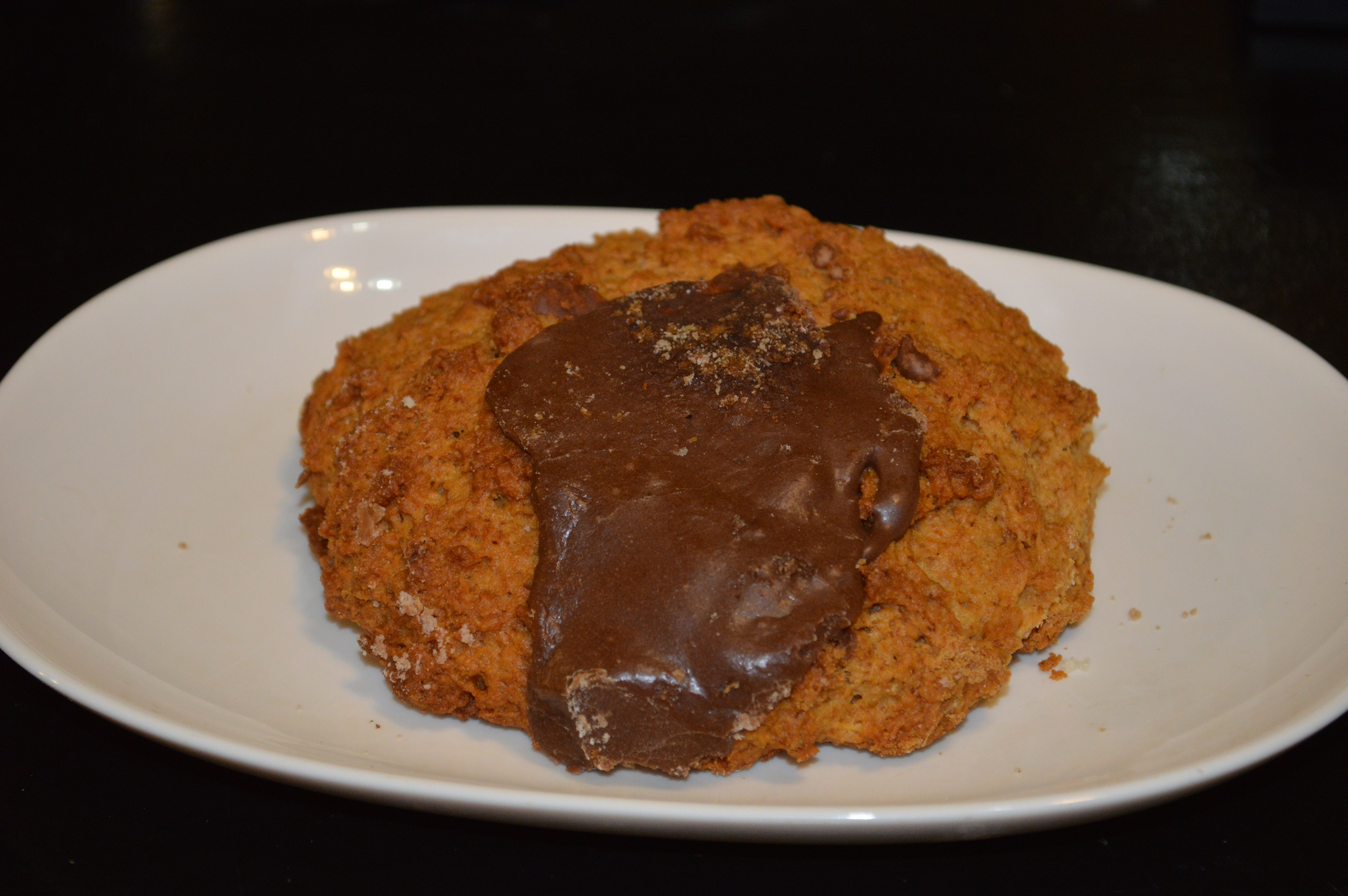
피에드라 콘 초콜라테 (piedra con chocolate, 초콜릿 피에드라)

## 같이 보기
- 비에누아즈리
- 최레크